# آلفردو اشتروسنر
آلفردو اشتروسنر (انگلیسی: Alfredo Stroessner؛ زاده ۳ نوامبر ۱۹۱۲ – درگذشته ۱۶ اوت ۲۰۰۶) یک سیاست‌مدار اهل پاراگوئه بود. وی در سال ۱۹۵۴ از طریق کودتا به قدرت رسید و تا سال ۱۹۸۹ عنوان رئیس‌جمهور پاراگوئه را داشت که یک دیکتاتوری نظامی در این کشور برقرار کرده‌بود. آلفردو اشتروسنر در ۱۶ اوت ۲۰۰۶ در سن ۹۳ سالگی درگذشت.